# Jóhannes Haukur Jóhannesson
Jóhannes Haukur „Jói” Jóhannesson (ur. 26 lutego 1980 w Hafnarfjörður) – islandzki aktor filmowy, teatralny i telewizyjny. W 2019 pełnił funkcję sekretarza reprezentacji Islandii i podawał punkty od jury w finale 64. Konkursu Piosenki Eurowizji. W 2020 roku wystąpił w filmie Eurovision Song Contest: Historia zespołu Fire Saga, gdzie zagrał rolę Johansa.

## Filmografia

### Filmy
- 2014: Noe: Wybrany przez Boga jako Kain
- 2017: Atomic Blonde jako Yuri Bakhtin
- 2019: Gdzie jesteś, Bernadette? jako kapitan J. Rouverol
- 2020: Eurovision Song Contest: Historia zespołu Fire Saga jako Johans

### Seriale TV
- 2013: Leniuchowo jako szef Pablo Fantastico
- 2013: Kres drogi jako Egill Skallagrímsson
- 2013: Anno Domini – Biblii ciąg dalszy jako Tomasz Apostoł
- 2016: Gra o tron jako Lem Lemoncloak
- 2017: Upadek królestwa jako Sverri
- 2018: The Innocents jako Steinar